# Artinskium
| ❮ | System  | Serie       | Stufe         | ≈ Alter (mya) |
| - | ------- | ----------- | ------------- | ------------- |
| ❮ | später  | später      | später        | jünger        |
| ❮ | P e r m | Lopingium   | Changhsingium | 251,9 ⬍ 254,2 |
| ❮ | P e r m | Lopingium   | Wuchiapingium | 254,2 ⬍ 259,9 |
| ❮ | P e r m | Guadalupium | Capitanium    | 259,9 ⬍ 265,1 |
| ❮ | P e r m | Guadalupium | Wordium       | 265,1 ⬍ 268,8 |
| ❮ | P e r m | Guadalupium | Roadium       | 268,8 ⬍ 272,3 |
| ❮ | P e r m | Cisuralium  | Kungurium     | 272,3 ⬍ 279,3 |
| ❮ | P e r m | Cisuralium  | Artinskium    | 279,3 ⬍ 290,1 |
| ❮ | P e r m | Cisuralium  | Sakmarium     | 290,1 ⬍ 295,5 |
| ❮ | P e r m | Cisuralium  | Asselium      | 295,5 ⬍ 298,9 |
| ❮ | früher  | früher      | früher        | älter         |

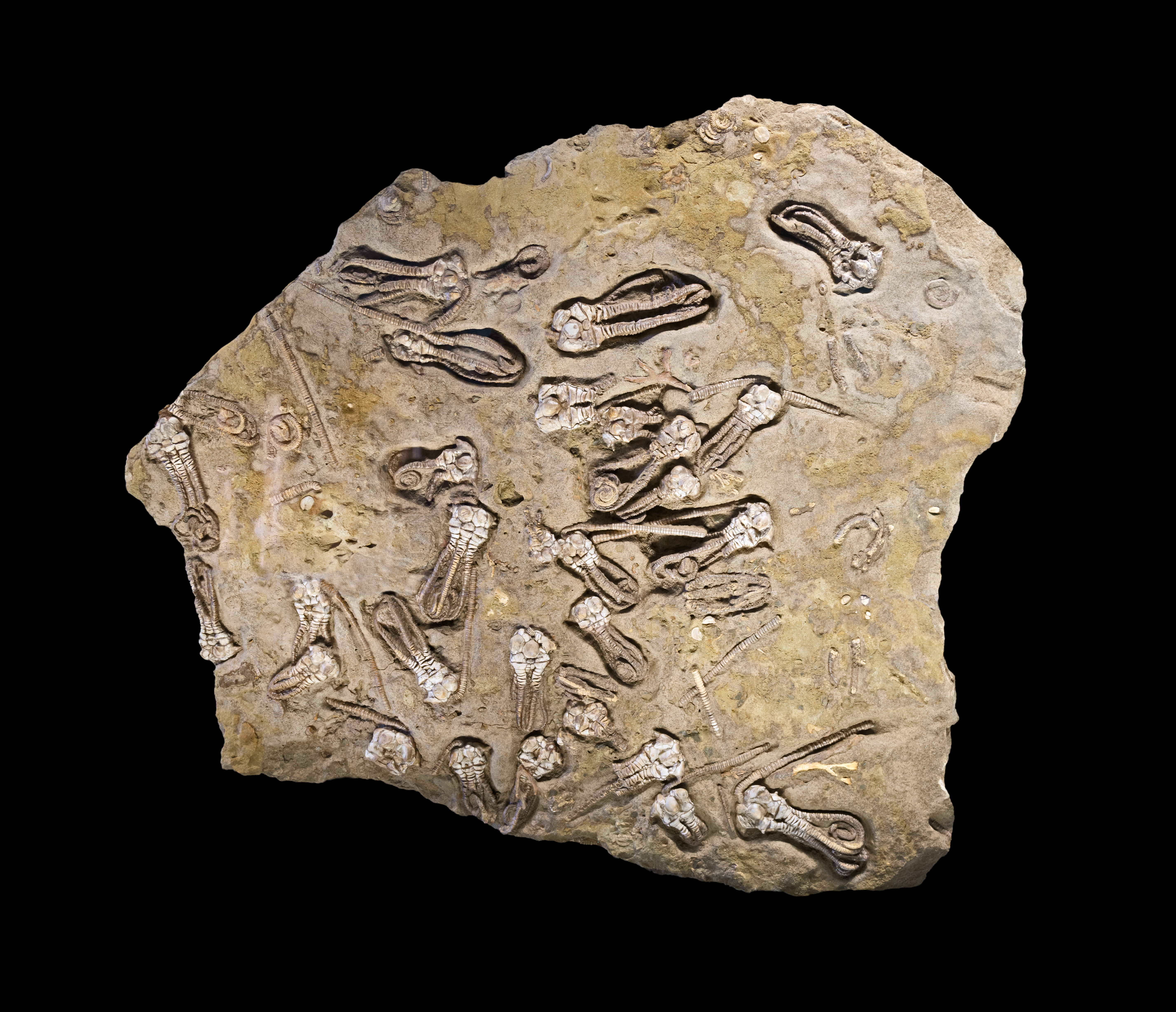
Jimbacrinus bostocki aus dem Artinskium (Australien)

Das Artinskium ist in der Erdgeschichte eine chronostratigraphische Stufe des Unterperm bzw. des  Cisuralium. Die Stufe reicht in absoluten Zahlen (geochronologisch) von etwa 290,1 Millionen Jahren bis etwa 279,3 Millionen Jahren. Das Artinskium folgt auf das Sakmarium und wird vom Kungurium abgelöst.

## Namensgebung und Geschichte
Das Artinskium ist nach dem Ort Arti (früher Artinsk, Artinski Sawod) im westlichen Teil des Uralgebirges (Russland) benannt. Stufe und Name wurden von Alexander Karpinski 1884 vorgeschlagen.

## Definition und GSSP
Der Beginn des Artinskium ist durch das Erstauftreten der Conodonten-Arten Sweetognathus whitei und Mesogondolella bissell definiert. Das Ende der Stufe ist mit dem Erstauftreten der Conodonten-Arten Neostreptognathus pnevi und Neostreptograthus exculptus erreicht. Ein GSSP (global gültige Typlokalität und Typprofil) wurde bisher noch nicht ratifiziert.